# Ian Heilbron
Ian (Isidor) Morris Heilbron DSO FRS (Glasgow, 6 de novembro de 1886 — 14 de setembro de 1959) foi um químico britânico.
Foi eleito membro da Royal Society em 1931 e recebeu o títilo de sir em 1946. A American Chemical Society concedeu-lhe a Medalha Priestley em 1945.
Estudos: Glasgow High School, Royal College of Science and Technology, Universidade de Leipzig.

## Carreira
- Lecturer, Royal Technical College, 1909 a 1914
- Serviu o Exército Britânico, 1914 a 1918 (DSO)
- Professor de química orgânica, Royal Technical College, 1919 a 1920
- Professor, Universidade de Liverpool, 1920 a 1933 (Cátedra Heath Harrison de Química Orgânica)
- Professor, Universidade de Manchester, 1933 1938 (Sir Samuel Hall professor de química, 1935 a 1938)
- Professor, Imperial College London, 1938 a 1949
- Diretor, Brewing Industry Research Foundation, 1949 a 1958

Foi um pioneiro na pesquisa da química orgânica desenvolvida para uso terapêutico e industrial.